# Arga de São João
Arga de São João est une ancienne paroisse civile portugaise (en portugais : freguesia) de la municipalité de Caminha dans le district de Viana do Castelo. En 2013, elle fusionne avec Arga de Baixo et Arga de Cima pour former Arga (Baixo, Cima e São João).

## Géographie
Arga de São João est située à l'est de Caminha, entre Argela et Dem (à l'ouest) et Arga de Baixo (à l'est).
Son territoire s'étend de la serra de Arga au sud à la rivière Coura (pt) au nord.

## Histoire
L'histoire de la localité est liée au monastère São João de Arga, fondée en 661 par Fructueux de Braga.
Au XIIIe siècle, l'église de São João de Arga est mentionnée comme appartenant au diocèse de Tui.
La loi no 11-A/2013 du 28 janvier 2013, portant réorganisation administrative du territoire des freguesias, fusionne Arga de São João avec les paroisses voisines d'Arga de Baixo et Arga de Cima pour former l’União das freguesias de Arga (Baixo, Cima e São João), dont le siège est à Arga de Baixo.

## Démographie
Arga de São João compte 72 habitants en 2001.